# 新公民運動
新公民運動（しんこうみんうんどう）とは中華人民共和国における社会運動。

## 概要
2010年6月に許志永らが起草した「公民承諾」に端を発する。「自由・公義・愛」を標語とし、「自由、民主、法治、憲政」を目指す孫文が書いた文字「公民」をロゴマークとして、ネットで呼びかけたのが始まりである。
中華人民共和国憲法の範囲内で第二章「公民の基本的権利及び義務」に規定された憲法条文を根拠に法治・憲政や人権擁護の実現を目指し、中国政府高官の資産公開や地方出身者に不利な教育制度是正など理性的な要求を展開している。中国共産党の一党独裁への直接の批判は前面に出していない。